# Centrale nucléaire du Blayais
La centrale nucléaire du Blayais est un centre nucléaire de production d’électricité (CNPE) situé non loin de la ville de Blaye, au cœur du marais du Blayais, dans la commune de Braud-et-Saint-Louis (Gironde), en bord de Gironde, entre Bordeaux (45 km en amont) et Royan (50 km en aval). En service depuis 1981, elle est gérée par Électricité de France et produit de l'électricité qui est injectée dans le réseau électrique français. Elle est refroidie par l'eau de l'estuaire de la Gironde qui est pompée via des canalisations sous-marines.

## Présentation
Elle dispose de quatre réacteurs nucléaires de technologie REP (réacteurs à eau sous pression) mis en service de 1981 à 1983 et fournissant chacun 910 MWe nets,.
1 337 salariés EDF et 700 prestataires permanents travaillent dans la centrale nucléaire du Blayais.
La centrale fournit 65 % des besoins en électricité de la région. En 2022, ses quatre réacteurs ont produit 22,2 TWh d'électricité soit 4,7 % de la production nucléaire française.

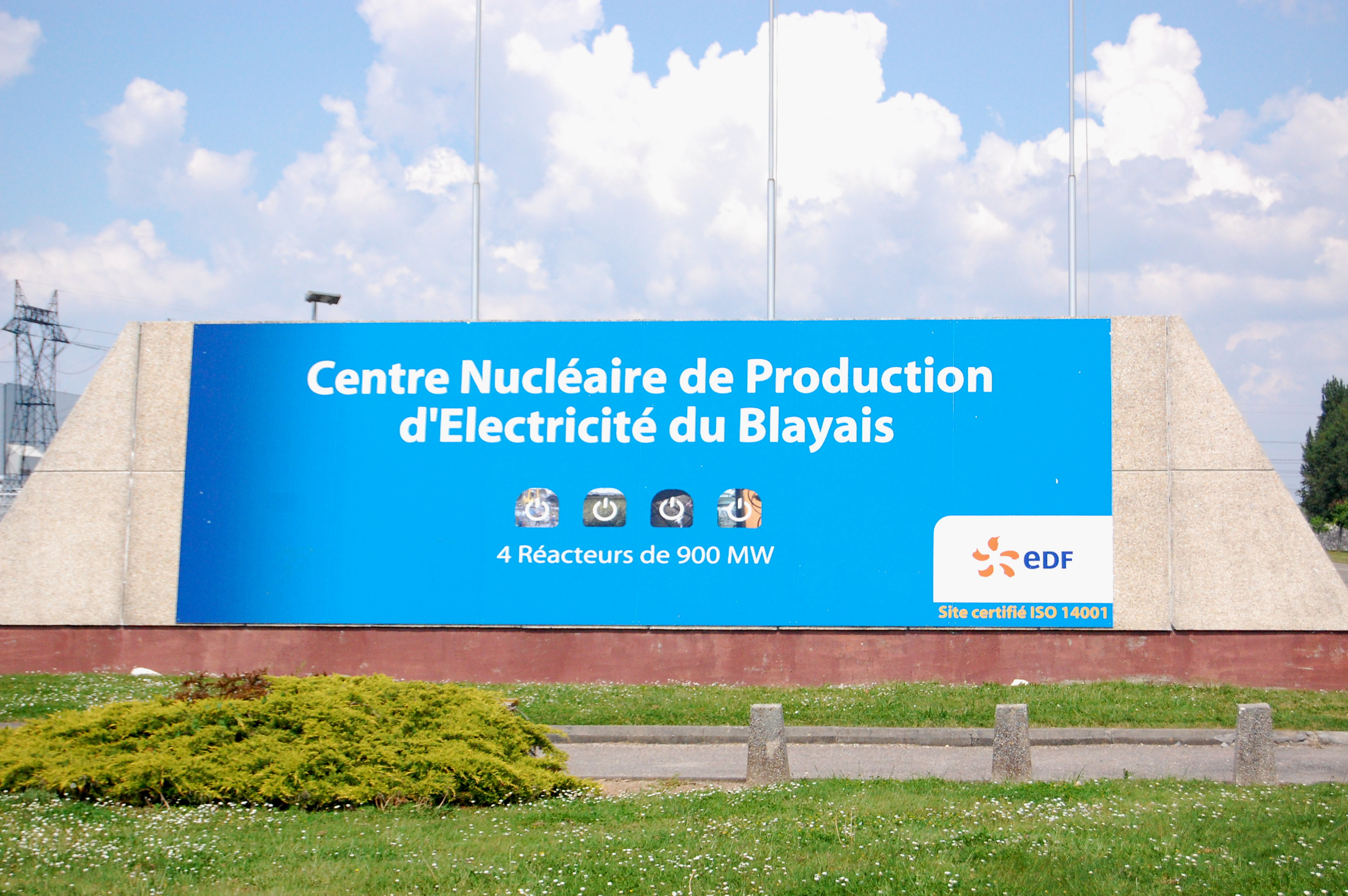
L'entrée de la centrale.
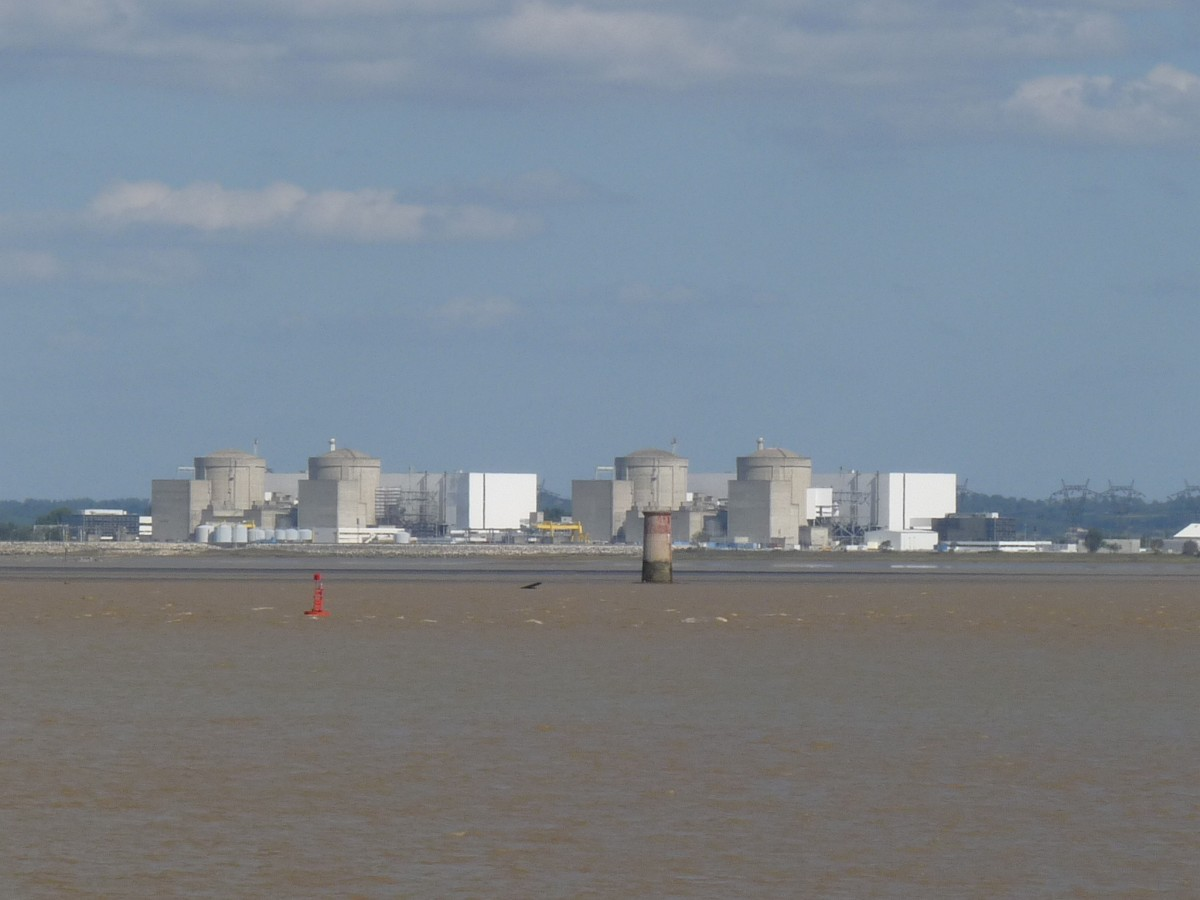
Vue depuis Pauillac.
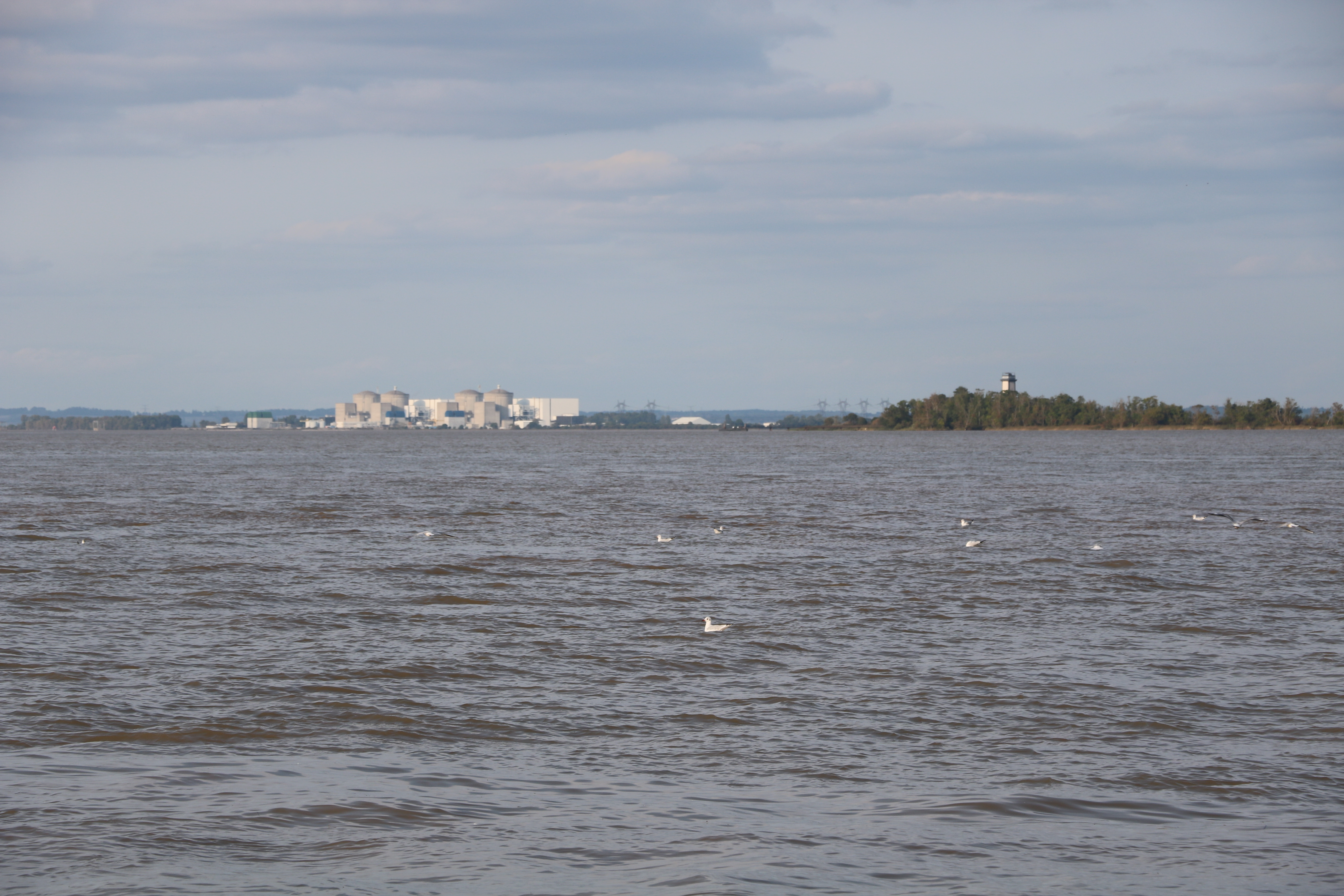
Vue sur la centrale et l'île de Patiras.
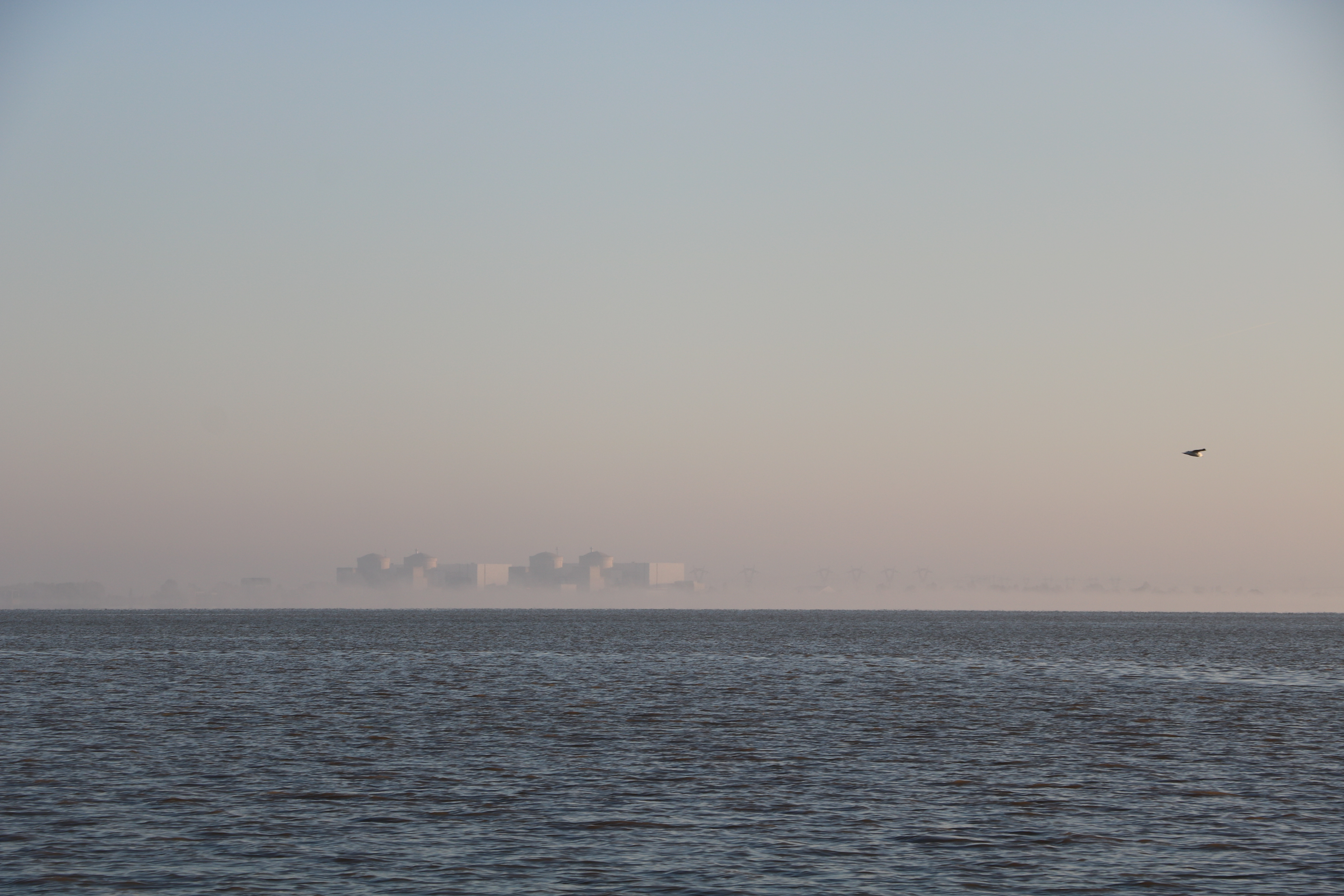
La centrale dans la brume matinale.

### Caractéristiques des réacteurs
Les quatre réacteurs de la centrale nucléaire du Blayais sont issus du palier CP1 (contrat-programme 1). Ils peuvent fournir une puissance thermique brute de 2 785 MW, convertie en 951 MW électriques en sortie d'alternateur (puissance électrique brute). En raison de l'autoconsommation de chaque tranche (notamment pour alimenter les auxiliaires, les pompes primaires, etc.), la puissance nominale délivrée sur le réseau est de 910 mégawatts par tranche (puissance électrique nette).
Ils ont été construits par Framatome et sont exploités par EDF.
Depuis mai 2013, les quatre réacteurs de la centrale peuvent utiliser le combustible MOX.
Les caractéristiques détaillées de chaque réacteur sont les suivantes :
| Nom du réacteur | Modèle | Puissance   | Puissance   | Puissance        | Début de construction | Raccordement au réseau | Mise en service commercial | Autorisation MOX | 1re visite décennale             | 2e visite décennale                   | 3e visite décennale                  | 4e visite décennale               |
| Nom du réacteur | Modèle | Nette (MWe) | Brute (MWe) | Thermique (MWth) | Début de construction | Raccordement au réseau | Mise en service commercial | Autorisation MOX | 1re visite décennale             | 2e visite décennale                   | 3e visite décennale                  | 4e visite décennale               |
| --------------- | ------ | ----------- | ----------- | ---------------- | --------------------- | ---------------------- | -------------------------- | ---------------- | -------------------------------- | ------------------------------------- | ------------------------------------ | --------------------------------- |
| Blayais-1       | CP1    | 910         | 951         | 2 785            | 1er janvier 1977      | 12 juin 1981           | 1er décembre 1981          | 1998             | 28 août 1992 au 15 janvier 1993  | 24 décembre 2002 au 28 avril 2003     | 02 mars au 20 juillet 2012           | 31 juillet 2022 au 19 juin 2023   |
| Blayais-2       | CP1    | 910         | 951         | 2 785            | 1er janvier 1977      | 17 juillet 1982        | 1er février 1983           | 1995             | 26 mars 1993 au 03 juillet 1993  | 19 avril 2003 au 10 août 2003         | 24 août 2013 au 02 février 2014      | 24 juin 2023 au 23 décembre 2023  |
| Blayais-3       | CP1    | 910         | 951         | 2 785            | 1er avril 1978        | 17 août 1983           | 14 novembre 1983           | 2013             | 28 mai 1994 au 30 septembre 1994 | 11 septembre 2004 au 04 décembre 2004 | 25 juillet 2014 au 29 septembre 2015 | 08 juin 2024 au 16 décembre 2024  |
| Blayais-4       | CP1    | 910         | 951         | 2 785            | 1er avril 1978        | 16 mai 1983            | 1er octobre 1983           | 2013             | 01 avril 1995 au 25 juin 1995    | 09 juillet 2005 au 09 octobre 2005    | 21 mai 2015 au 14 octobre 2015       | 22 mars 2025 au 10 septembre 2025 |

## Incidents

### Incident de 1999 lié au risque d'inondation
Dès 1998, le bilan annuel de la sûreté de la centrale du Blayais notifiait la nécessité d'une surélévation de 50 cm des digues, mais EDF différa ce rehaussement de sa digue de protection. Le 19 novembre 1999, EDF est sommée de produire un planning des travaux de sécurité par une lettre la rappelant à l'ordre.
Le 27 décembre 1999, les vents violents produits par la tempête Martin provoquèrent une brusque montée des eaux de l'estuaire et l'inondation d'une partie de la centrale. Une surtension sur le réseau électrique va d'abord provoquer l'arrêt d'urgence des réacteurs 2 et 4. Plus tard, des débris charriés par la Gironde en crue viennent obstruer une pompe de refroidissement du réacteur 1, qui se met lui aussi en arrêt d'urgence. Le quatrième réacteur (no 3) était arrêté dans le cadre d'opérations de maintenance normale.
L'évènement a été classé comme un « incident » de niveau 2 sur l'échelle INES.
À la suite de la tempête de 1999, la centrale nucléaire du Blayais a mis en œuvre trois mesures concrètes pour se prémunir d'un nouveau risque d'inondation : la rehausse et le renforcement de ses digues de protection, des travaux pour rendre étanches ses sous-sols et une procédure préventive d'alerte météo.
L'Institut de protection et de sûreté nucléaire (IPSN) – devenu l'Institut de radioprotection et de sûreté nucléaire (IRSN) – a publié le 17 janvier 2000 un rapport qui montre que la plate-forme de l'îlot nucléaire est calée en dessous de la cote majorée de sécurité (CMS) pour la centrale du Blayais, mais aussi pour les sites de Belleville, Chinon, Dampierre, Gravelines, et Saint-Laurent. Puisque les plates-formes sur lesquelles ont été remblayées ces centrales n’ont pas été érigées suffisamment haut, après la publication de ce rapport, des mesures ont été annoncées par un rapport parlementaire pour améliorer les protections interne et externe des centrales. Depuis 2000, EDF a investi plus de 100 millions d'euros dans différents travaux afin de remédier à ce problème (notamment en 2004 à Gravelines, en 2005 à Dampierre et à Saint Laurent, à Belleville en 2005 et 2006).

### Autres incidents
Chaque année, EDF déclare des incidents de niveau 1 sur l'échelle INES, survenu à la centrale du Blayais.

## Opposition à la centrale
Depuis 1999, l'association Tchernoblaye agit en Gironde pour réclamer la fermeture de la centrale nucléaire du Blayais.[source insuffisante]

## Futur de la centrale
En janvier 2020, dans le cadre de la programmation pluriannuelle de l'énergie (PPE), l'électricien EDF propose au gouvernement français d’étudier la mise à l’arrêt potentielle de deux réacteurs de la centrale du Blayais.
En février 2022, Emmanuel Macron indique une modification importante de la loi relative à la transition énergétique pour la croissance verte : plus aucun réacteur en état de produire ne sera fermé à l'avenir, sauf pour raison de sûreté.
En 2024, la centrale du Blayais fait partie des sites étudiés par EDF pour l'installation de 2 réacteurs EPR 2. Cette candidature est soutenue par une large partie des élus locaux,.